# 202 (szám)
A 202 (római számmal: CCII) egy természetes szám, félprím, a 2 és a 101 szorzata.

## A szám a matematikában
A tízes számrendszerbeli 202-es a kettes számrendszerben 11001010, a nyolcas számrendszerben 312, a tizenhatos számrendszerben CA alakban írható fel.
A 202 páros szám, összetett szám, azon belül félprím, kanonikus alakban a 21 · 1011 szorzattal, normálalakban a 2,02 · 102 szorzattal írható fel. Négy osztója van a természetes számok halmazán, ezek növekvő sorrendben: 1, 2, 101 és 202.
A 202 négyzete 40 804, köbe 8 242 408, négyzetgyöke 14,21267, köbgyöke 5,86746, reciproka 0,0049505. A 202 egység sugarú kör kerülete 1269,20343 egység, területe 128 189,54664 területegység; a 202 egység sugarú gömb térfogata 34 525 717,9 térfogategység.
A 202 helyen az Euler-függvény helyettesítési értéke 100, a Möbius-függvényé 1, a Mertens-függvényé −6.